# (4143) Huziak
(4143) Huziak es un asteroide perteneciente al cinturón de asteroides, descubierto el 29 de agosto de 1981 por Laurence G. Taff desde el Laboratorio Lincoln, Socorro, Nuevo México.

## Designación y nombre
Designado provisionalmente como 1981 QN1. Fue nombrado Huziak en honor al astrónomo aficionado canadiense Richard Huziak.